# 加尔
加尔（法語：Gars）是法国滨海阿尔卑斯省的一个市镇，属于格拉斯区（Grasse）圣奥邦县（Saint-Auban）。该市镇2009年时的人口为72人。

## 人口
加尔人口变化图示
| 数据来源：INSEE |